# آب‌چک
آب چک یکی از گردشگاه‌های عمومی استان فارس است. این گردشگاه در شمال شهر استهبان واقع شده‌است. ساکنان کهن، سال‌ها پیش (هنوز تاریخ دقیقی برای سنگ تراشی‌های «آب چک» پیدا نشده، ولی تاریخ ساخت حوض آن مشخص است)، با هدایت آب به حوضی کوچک، روشی برای نگهداری آبی که به صورت قطره قطره از دامنه سنگی این کوه می‌چکد، به وجود آورده‌اند که این عمل به وسیلهٔ کانال‌های سنگی منتهی به حوض سنگی انجام پذیرفته است.